# Bellman (sightseeingbåt)
Bellman är en sightseeingbåt, som levererades 1946 som Maritania från Norrvikens Båtvarv AB i Vätö till Gustaf Lindblom i Stockholm. Skrovet är av trä.
| Fartygsdata | Vid leverans från varv | Idag        |
| ----------- | ---------------------- | ----------- |
| Längd öa    | 14,80 meter            | 13,78 meter |
| Bredd       | 3,02 meter             | 3,02 meter  |
| Djupgående  | -                      | 1,30 meter  |
| Brt/Nrt     | -                      | -           |

Fartyget är utrustat med en motor om 150 hk.

## Historik
- 1946	Fartyget levererades till Gustaf Lindblom. Det sattes in som sightseeingbåt i  Stockholm med utgångspunkt från Tegelbacken.
- 1953	Fartyget köptes av sjökapten Frans Gustaf Johansson i Hässelby. Fartyget byggdes  om med inglasad överbyggnad. Det döptes om till Caritania och sattes i trafik som  passbåt från Berghamns brygga vid Hässelby.
- 1954	Fartyget köptes av Gustaf Efraim Forsman i Stockholm. Det sattes i trafik från  kajplats 27 vid Strandvägen i Stockholm till Tranholmen och Bogesundslandet  under namnet ”den festliga turistbåten Caritania”.
- 1964	Fartyget köptes av Forsman Sightseeing AB i Stockholm. Det döptes om till  Forsman 6.
- 1968	Fartyget byggdes om.
- 1968	22 juni. Premiärtur efter ombyggnaden.
- 1983	Fartyget köptes av Tourist Sightseeing AB i Stockholm. Det döptes om till  Bellman 1 och registrerades på Blå Båtar AB i Stockholm.
- 1988	Fartyget köptes av S:t Anna Rederi, Bengt Almqvist, i S:t Anna. Det döptes om till  Albrekt.
- 1992	Fartyget köptes av Per Larsson i Norrköping. Det döptes om till Bellman.
- 1993	23 april. Fartyget köptes av Marin & Maskin i Stockholm AB i Stockholm.
- 1993	24 april. Fartyget sattes i provtrafik som rundtursbåt, Djurgården runt, i Stockholm. Efter tre turer lades fartyget upp vid Ropsten.
- 1994	Fartyget köptes av Per Larsson i Norrköping för 135 000 kr.
- 1995	Fartyget sattes i trafik i Norrköping och på Göta kanal, Söderköping-Mem.
- 1996	Fartyget köptes av Øygard Damp & Supply i Ørje i Norge. Det lades upp på land i  avvaktan på reparation.